# Peniagone intermedia
Peniagone intermedia is een zeekomkommer uit de familie Elpidiidae.
De wetenschappelijke naam van de soort werd in 1893 gepubliceerd door Hubert Ludwig.